# Кармазинівська (пам'ятка природи)
Кармази́нівська — ботанічна пам'ятка природи місцевого значення в Україні. Розташована в межах Сватівського району Луганської області, на південний захід від села Кармазинівка. 
Площа 48,36 га. Статус присвоєно згідно з рішенням Луганської обласної ради № 14/10 від 14 грудня 2000 року. Перебуває у віданні: Ковалівська сільська рада. 

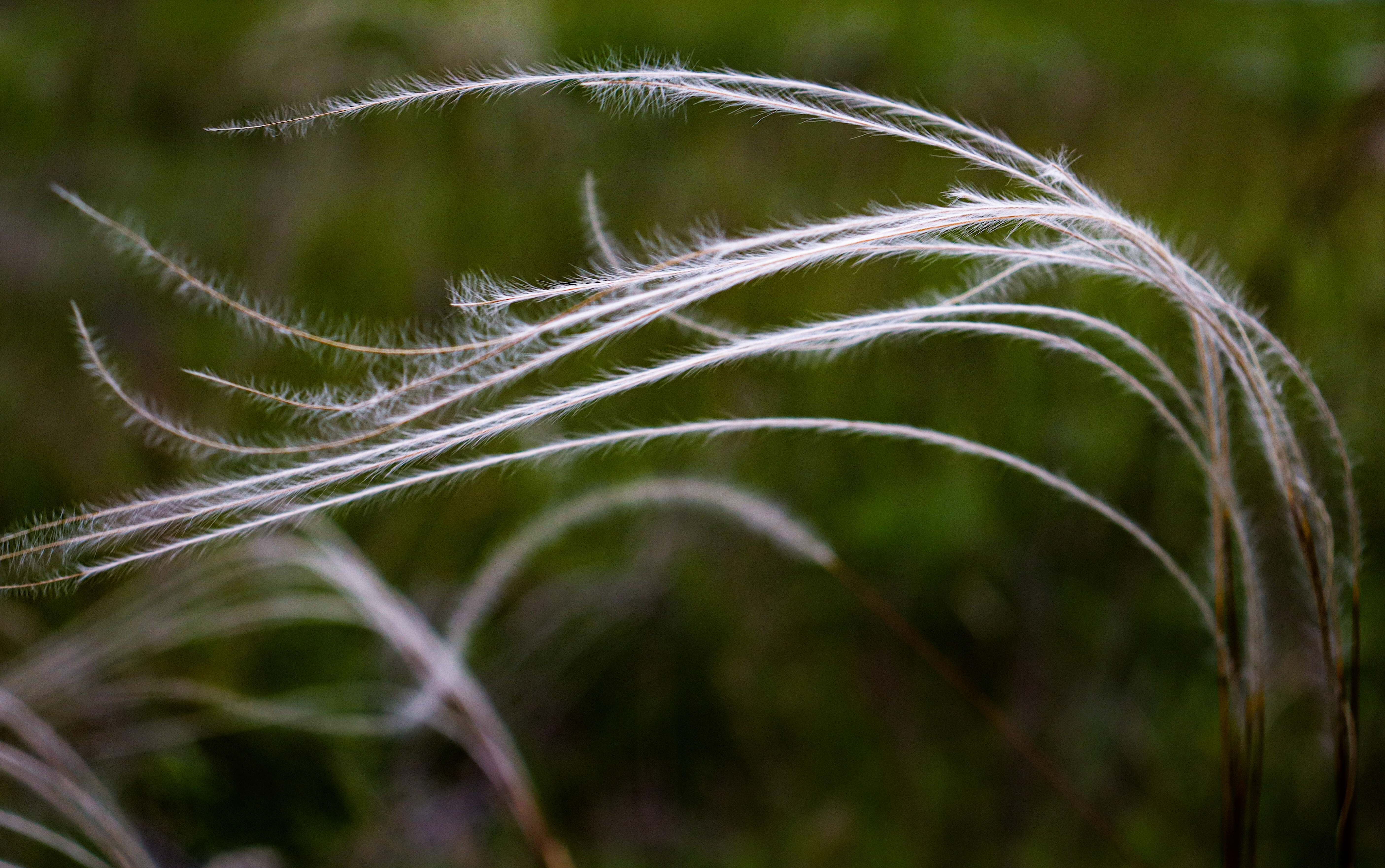
ковила на території пам'ятки

Статус присвоєно для збереження степової ділянка, де зростають кілька видів ковили — Лессінга, Залеського, українська, волосиста. Усі ці види занесені до Червоної книги України, а створювані ними рослинні угруповання — до Зеленої книги України.